# Źródelnia (Stargard)
Źródelnia osiedle Stargardu, położone w północnej części miasta, nad rzeką Iną.
Główne ulice:
- Drzymały
- Daleka
- Nadbrzeżna
- Światopełka